# 酒屋

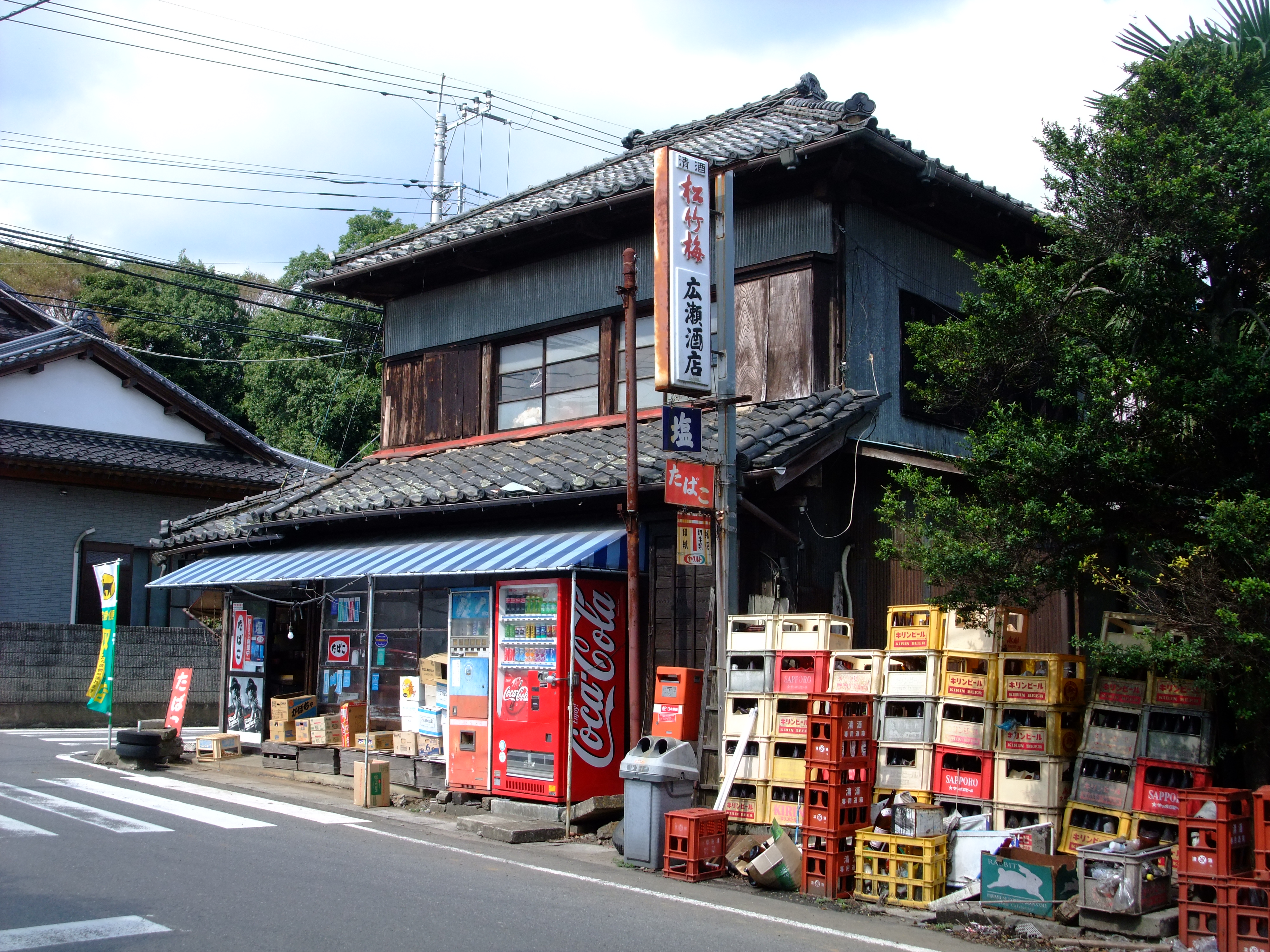
日本の一般的な酒屋

酒屋（さかや）は、酒を販売する卸売・小売業者である。酒店（しゅてん）とも呼ばれる。

## 酒類販売の歴史
バビロニアの『ハンムラビ法典』にはビールの販売に関する規定があった。
日本においては、和漢三才図会によると江戸前期の寛永元年頃から杉玉が酒屋の看板として用いられたという記載がある。

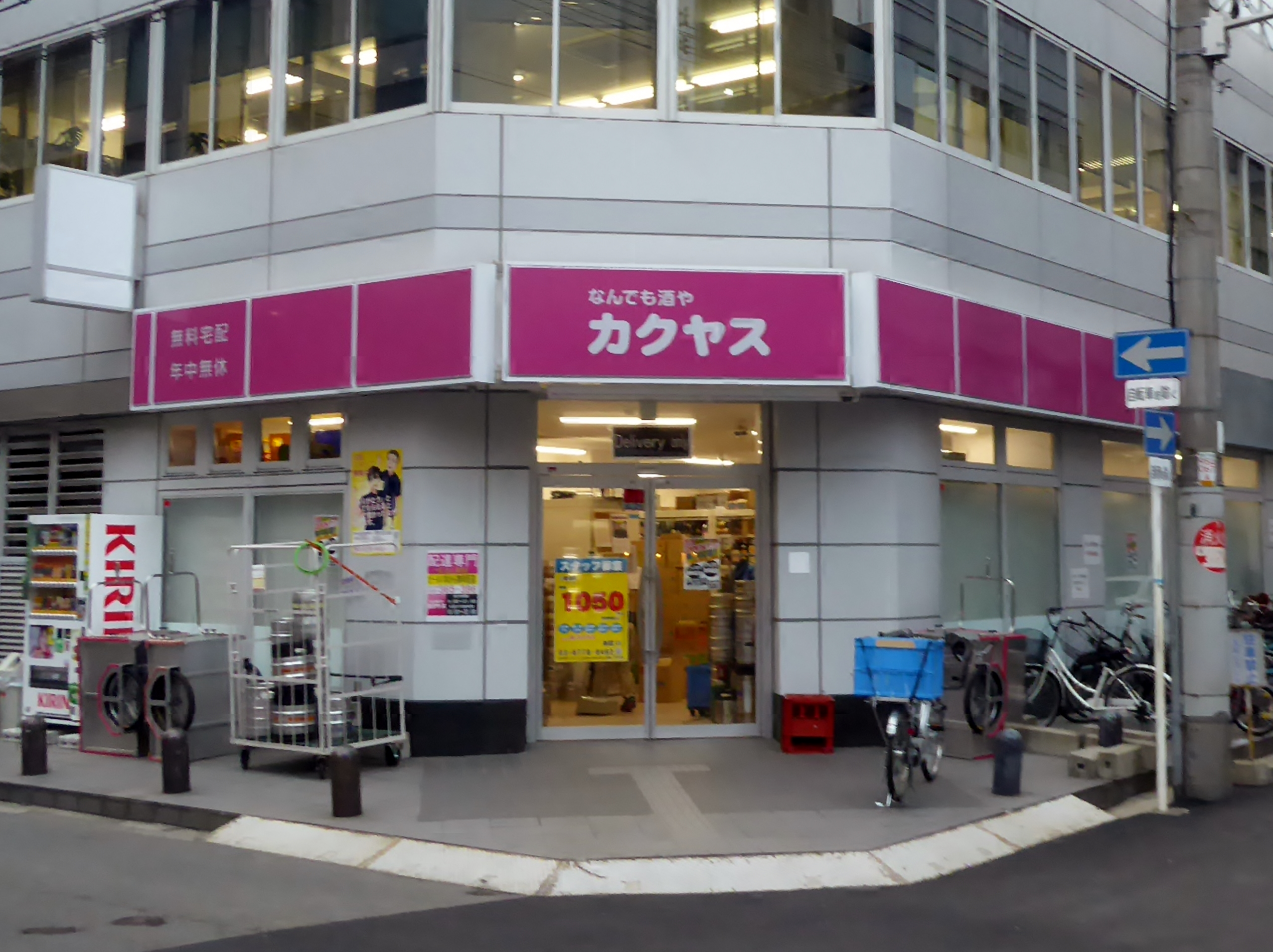
店舗小売と無料宅配を行う「なんでも酒屋 カクヤス」 旧来の都市型酒店が時代の変化に対応し業態転換した例
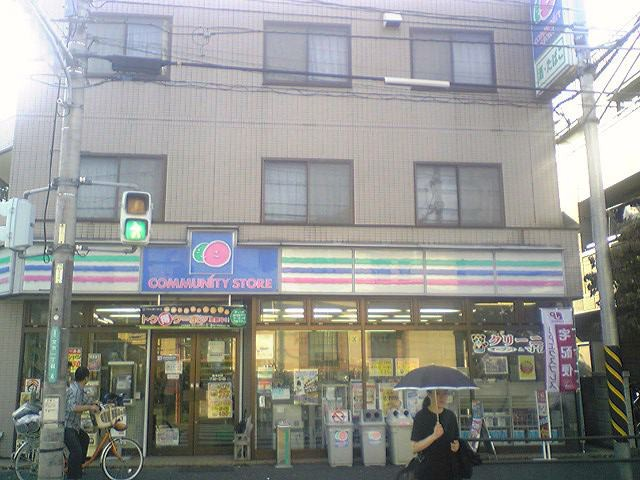
「コミュニティ・ストア」 旧来の酒販店を中心にボランタリー・チェーンを形成しコンビニへ業態転換した例
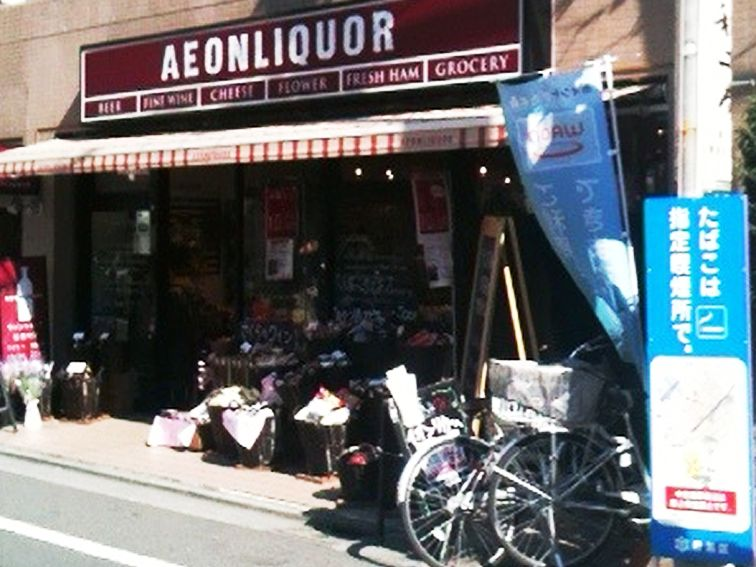
イオングループが運営する「イオンリカー」 大手資本のスーパーが酒店運営に進出した例
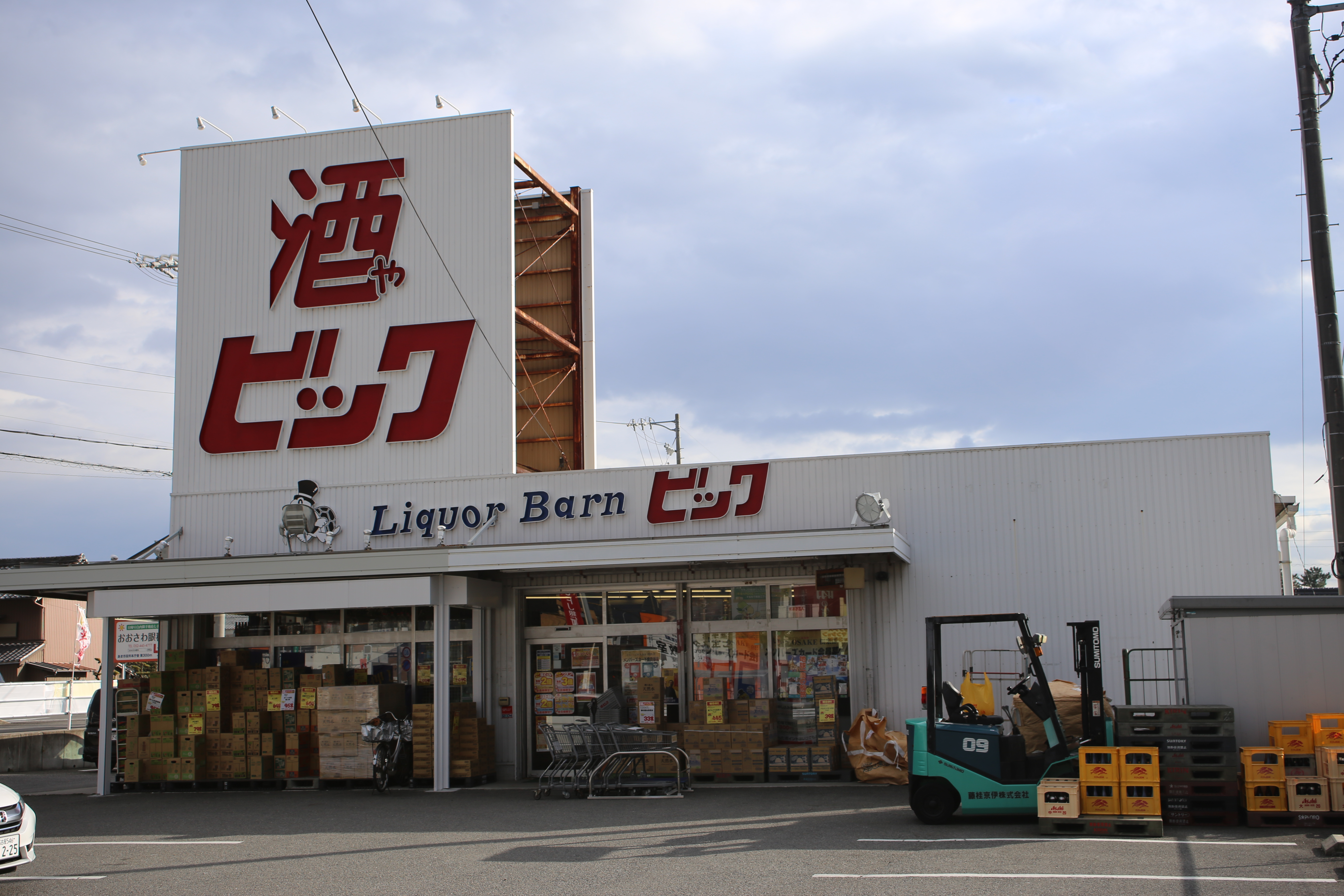
酒専門店「酒ゃビック」 郊外型ロードサイド店舗の例（愛知県あま市）
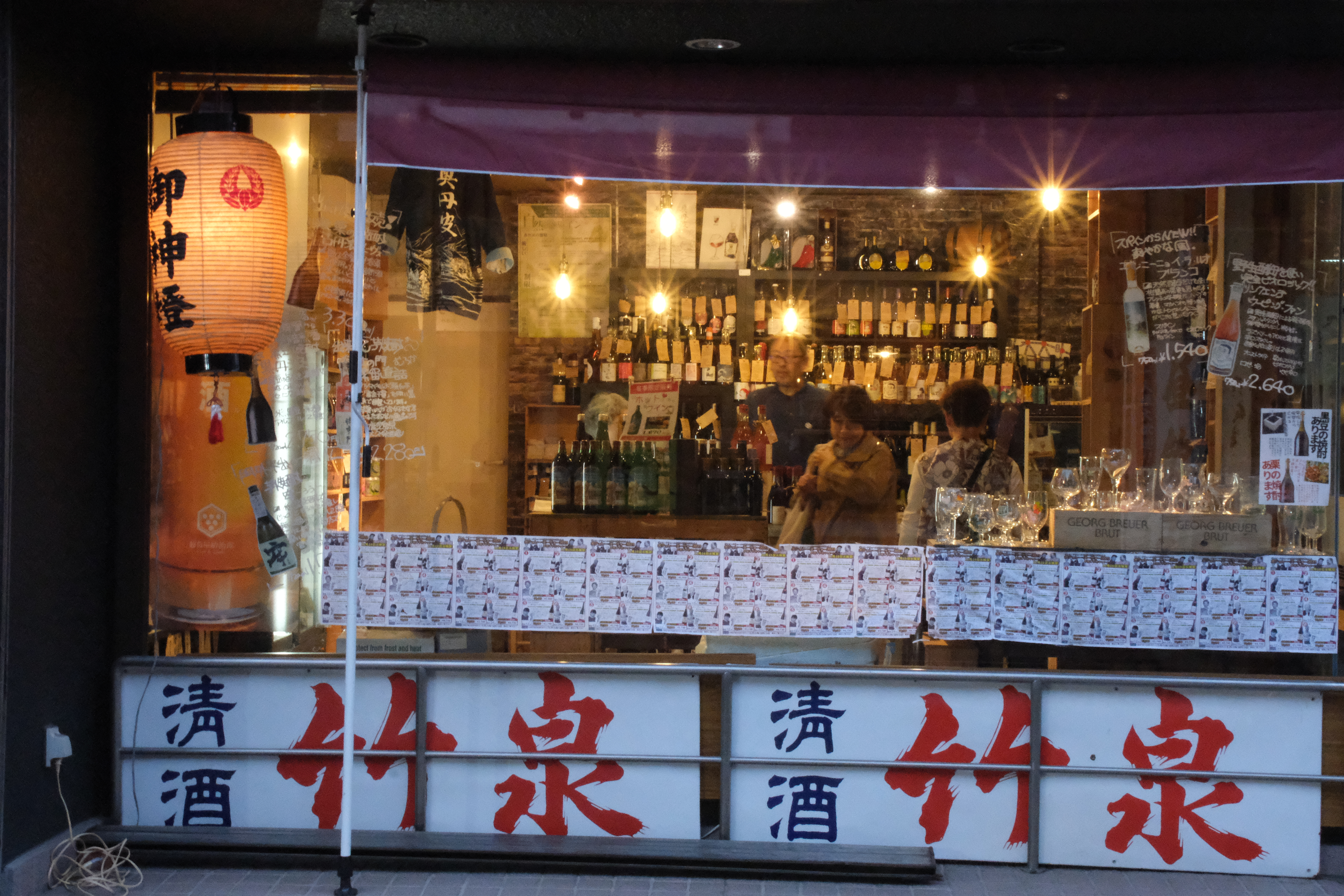
祭礼の日に出店する酒屋

## 酒類販売の規制

### 日本
日本では主に財政目的で酒類の卸売業と小売業に免許制が設けられている。酒類小売業者は酒類販売管理者を選任して酒類販売管理研修を受講させる義務がある。

### アメリカ
アメリカでは連邦政府の規制と州政府の規制があり、連邦政府は主に財政目的（酒税確保）のため卸売業の免許制（または専売制）、州政府は社会秩序の維持や節度のある酒類消費など主にアルコールの管理のため卸売業と小売業に免許制を設けている。
酒類の製造や販売の規制はアメリカ合衆国憲法修正第21条により州の権限とされているが内容は州により異なる。酒類の小売規制は、カリフォルニア、フロリダ、ニューヨーク、テキサスなど32州とコロンビア特別区などでは小売免許を付与しており、アラバマ､ミシガン､モンタナ､ユタ､ワシントン、ワイオミングなど18州では州政府による専売としている。

#### カリフォルニア州
カリフォルニア州ではカリフォルニア州酒類管理法により、小売業免許は料飲店免許(On-sale）と小売店免許(Off-sale）に分類されている。需給調整のため料飲店免許(On-sale）は人口2,000人当たり1件を基準に「全酒類販売免許」、小売店免許(Off-sale）は人口2,500人当たり1件を基準に「全酒類販売免許」と「ワイン･ビール販売免許」が付与されている。
また、教会や病院等に近接した場所、600フィート以内に学校や公園等がある場所、連邦政府関係の建物から2マイル以内への出店には制限がある。
酒類販売の販売時間も午前2時から午前6時まで原則禁止されており違反した場合は懲役または罰金（若しくはその両方）が科される。自動販売機による酒類販売も厳格に規制されており、業界でも自動販売機による販売の動きはほとんどないとされている。

#### ニューヨーク州
ニューヨーク州ではニューヨーク州酒類管理局が管理しており、学校、教会等から200フィート（約61m）以内には出店できない。自動販売機での販売も実質的に禁止されている。酒類の販売時間も午前0時から午前8時まで及びクリスマスは酒類の販売が禁止されている。

### カナダ

#### オンタリオ州
オンタリオ州では酒類の流通販売（輸入、保管、卸売、小売）はオンタリオ州酒類・ゲーム委員会（Alcohol and Gaming Commission of Ontario:AGCO）が行っており実質的な専売制になっている。ただし、酒類メーカー直営の小売店はオンタリオ州酒類・ゲーム委員会による免許制になっている。

#### アルバータ州
アルバータ州では酒類の輸入、保管、小売は免許制で民営化されている。

### イギリス
イギリスでは1964年免許法により主に社会秩序の維持のため酒類の小売業と料飲業に免許制が設けられて、小売店免許(Justice off-license）や料飲店免許（Justice on-license）などがある。なお、卸売業免許は規制緩和で1982年に原則不要になった。また、2003年免許法では規制目的が犯罪・騒乱防止、公共安全、公共迷惑行為防止、未成年者の保護に変更された。
免許の付与は1964年免許法では各地方自治体の免許委員会(Licensing Committee）の権限だったが、2003年免許法で地方議会の権限に変更された。
小売店の種類の販売許可時間は、1964年免許法では平日が午前8時から午後11時まで、日曜が午前10時から午後10時30分まで、クリスマスは正午から午後3時までと午後7時から午後10時30分までとされていた。しかし、2003年免許法で規制がなくなり、24時間・年中無休で販売することができるようになった。ただし、自動販売機での酒類の販売は禁止されている（1964年免許法、1997年酒類没収法、2003年免許法）。
酒類販売免許の所管は文化省で、酒販店や料飲店には責任者としてパーソナル･ライセンスをもつ個人を店舗に配置しなければならず、さらに設置する酒販店や料飲店の店舗はプレミシス・ライセンスを取得しなければならない。

### フランス
フランスではテイクアウトの酒販店は実質届出制になっている（免許制になっているのは店内消費販売のバーなど）。テイクアウトの酒販店やレストランは関税出納事務所へ届け出ることでライセンスを取得できる。
場所的制限として、スポーツ施設とその周囲75m以内では全ての酒類販売が禁止されている（バーなどではさらに地方長官による制限がある）。販売時間制限は地方長官が決定し、一般的には午前1時から午前5時まで酒類の販売が禁止されている。なお、自動販売機による酒類販売は公衆衛生法典で禁止されている。

### ドイツ
ドイツでは酒類も食料品の一部と考えられ特別の免許制度等はとられていない。ドイツでは酒類販売の場所的制限はなく、時間的制限も酒類販売に限った制限はなく店舗閉店時間法など一般の営業時間に関する規定が適用される（なお飲食店に関しては酒類販売の有無と関係なく営業許可が必要）。なお、自動販売機による酒類販売は未成年者保護法で禁止されている。